# Potamophilus papuanus
Potamophilus papuanus is een keversoort uit de familie beekkevers (Elmidae). De wetenschappelijke naam van de soort werd in 1930 gepubliceerd door Carter.